# Jeanne Herscher-Clément
Jeanne Herscher-Clément (née Jeanne Marie Sophie Clément à Vincennes le 1er juillet 1878 et morte à Givry le 13 décembre 1941) est une compositrice et pianiste française.

## Biographie
En 1922, elle compose la musique de scène de La Mort de Souper, une farce de Roger Semichon, adaptation de La Condamnation de Banquet de Nicole de La Chesnaye, mise en scène par Charles Dullin au Théâtre de l'Atelier. Antonin Artaud y tenait le rôle de l’Apoplexie.
Arthur Honegger annonce dans Comœdia (6 mars 1943) que "[l]e mardi 16, sous la présidence de Ch. Koechlin, le Triptyque donnera une soirée réservée aux œuvres de
Jeanne Herscher-Clément, une des plus remarquables femmes compositeurs de notre époque et qui, toute sa vie, s'est dévouée à la jeune musique.

## Œuvres
- Le bestiaire du paradis, cycle de mélodies : Le furet, la truite, le coq et la poule, l'araignée, le chat, la reine des abeilles, la huppe, la chouette, le petit singe, les martins-pêcheurs, la mouche, le psaume du merle, textes de Renée de Brimont[6],
- Concerto pour piano, dont l'andante est dans la tonalité, très rare, de La bémol mineur[7]

## Discographie
- Le Bestiaire du paradis, par Céline Ricci (soprano) et Daniel Lockert (piano), 2012.